# Kościół Starokatolicki w Portugalii
Kościół Starokatolicki w Portugalii, dawniej Apostolski Episkopalny Kościół Portugalii (pt: Igreja Velha Católica) – kościół starokatolicki, będący wiodącym członkiem Światowej Rady Narodowych Kościołów Katolickich w latach 1998 -2017. Zwierzchnikiem kościoła jest arcybiskup António José da Costa Raposo.
Katedrą kościoła jest Sanktuarium Świętego Pana Jezusa w Mafrze (Portugalia).

## Nauka Kościoła
Doktryna Starokatolicka opiera się na nauce niepodzielonego Kościoła Powszechnego pierwszych wieków, ujętej w ustaleniach Soborów Ekumenicznych. Starokatolicy najwyższą cześć oddają Bogu, wyznają wiarę w realną obecność ciała i krwi pańskiej w Eucharystii, zaś komunia jest udzielana pod dwiema postaciami: chleba i wina. Eucharystia nie jest w starokatolicyzmie powtórzeniem ofiary Chrystusa, a jej upamiętnieniem czy też uobecnieniem. W starokatolicyzmie istnieje również kult Maryi Panny, jednak odrzucany jest dogmat o jej Niepokalanym Poczęciu i Wniebowzięciu, zniesione zostały dogmaty przyjęte przez Kościół zachodni po rozłamie z Kościołem wschodnim. Starokatolicy oddają cześć także aniołom, apostołom, męczennikom i świętym. Kościół umożliwia spowiedź w konfesjonale, ale wiernym odpuszcza się grzechy także w trakcie mszy podczas spowiedzi powszechnej. Kościoły starokatolickie nie uznają nieomylności i władzy papieży. Kościół Starokatolicki w Portugalii całkowicie sprzeciwia się udzielaniu święceń kapłańskim kobiet oraz błogosławieństwu parom homoseksualnym. 

## Duchowni
Duchownym Kościoła starokatolickiego może być mężczyzna, który ukończył odpowiednie wyższe studia teologiczne na uniwersytecie oraz zdał Egzamin Kościelny dopuszczający do święceń. Biskupem w Kościele starokatolickim może być kapłan wybrany przez Synod Ogólnokrajowy, konsekrowany przez przynajmniej trzech biskupów. Kapłanów nie obowiązuje celibat. W Kościele obowiązują stroje liturgiczne podobne jak w Kościele rzymskokatolickim.